# GeDe

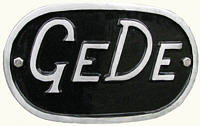
logo GeDe (Geurtsen, Deventer)

GeDe (een afkorting van Geurtsen, Deventer) was een Nederlandse tractorfabrikant uit Deventer. GeDe produceerde verschillende typen luchtgekoelde tractoren met Deutz AG-motoren in de jaren 50. 
GeDe hield zich niet bezig met de fabricatie van tractoren en had eigenlijk ook geen ambitie om tractoren te gaan produceren maar ging tractoren produceren na een belofte van de toenmalige minister van landbouw, die de mechanisatie in de landbouw versnellen wilde en het als een goed idee zag om een Nederlandse tractorfabrikant te hebben en aan GeDe subsidies beloofde als zij tractoren gingen produceren. Maar deze beleven uit, waardoor de productie van tractoren stopgezet werd, omdat het langdurig produceren van tractoren niet economisch haalbaar was voor GeDe.

## Typen

### GeDe 11
De GeDe 11 had een 1 cilinder Diesel Deutz-motor F1L612 die 11 pk had bij 2100 u/min. Het was het kleinste model dat GeDe produceerde. Ze werden uitgevoerd in de kleurencombinatie gele velgen groen of witte velgen rood en met een Hurth g85 B versnellingsbak, waardoor de tractor 19 km per uur kon halen.

### GeDe 20
De GeDe 20 had een 2-cilinder Deutz-motor F2l612 die 20 pk had. Dit was het meest geproduceerde model van GeDe. Het werd standaard uitgevoerd met een hef om werktuigen aan te koppelen. Met de Hurth g85 A-versnellingsbak kon de tractor 20 km halen. Optioneel was deze tractor te verkrijgen met een maaibalk. 

### GeDe 30
De GeDe 30 had een prototype met een 2-cilinder Deutz-motor F2L514 die 30 pk produceerde. De tractor was uitgevoerd met hef en Hurth-versnellingsbak, waardoor deze 24 km per uur kon halen.